# Point d'ironie (art contemporain)
Cette page concerne la publication artistique Point d'ironie. Pour le signe de ponctuation, voir : Point d'ironie
Point d'ironie est un périodique d'art contemporain créé en 1997 par Agnès Troublé et Ulrich Obrist. Chaque numéro (six par an environ) est en fait l'œuvre d'un seul artiste et est diffusé, gratuitement, à environ 100 000 exemplaires dans le monde, dans les boutiques agnès b., mais aussi dans des cafés, des cinémas, des galeries, des musées, etc. Chaque artiste invité est totalement libre d'utiliser le support à sa guise. L'utilisation du point d'ironie comme logo est récurrente pour Agnès Troublé.

## Artistes invités
(liste partielle)
- Christian Boltanski (#1, #7, #26)
- Claude Lévêque (#10)
- Louise Bourgeois (#14)
- Thomas Hirschhorn (#23)
- Claude Closky (#30)
- Yoko Ono (#31)